# Niño de Elche
Francisco Contreras Molina (Elx, El Baix Vinalopó, 1985), conegut amb el nom artístic de Niño de Elche, és un artista, poeta i cantant de flamenc valencià.

## Biografia i activitat artística
El Niño de Elche va néixer en el si d'una família procedent de Granada. Va començar la seva trajectòria com a cantaor de flamenc a una edat primerenca participant en diferents concursos, tot i que aviat va interessar-se per altres àmbits artístics, com el rap o la performance, i per l'activisme social.
Ha estat àmpliament considerat per la crítica com un dels majors renovadors actuals del flamenc, encara que també s'ha afirmat que la seva obra és difícilment classificable dins d'un únic gènere. A més de fusionar gèneres musicals com el jazz o l'electrònica, el seu treball també es vincula a altres disciplines artístiques, i destaca per col·laboracions amb el món audiovisual, la poesia o la dansa, havent realitzat treballs conjunts amb creadors com Isaki Lacuesta, Israel Galván, Toundra, Los Planetas i Refree, entre d'altres.

## Discografia
- Mis primeros llantos (2007)[6]
- Sí, a Miguel Hernández (2013)
- Voces del extremo (2015)[7]
- Calle de Arriba, 73 (2015)[8]
- Antología del cante flamenco heterodoxo (2018)[9]
- Colombiana (2019)[10]
- La distancia entre el barro y la electrónica. Siete diferencias valdelomarianas (Sony, 2020)[11]

## Filmografia
Niño de Elche ha participat en la banda sonora de les pel·lícules:
- Carmina y Amén (2014)
- Vivir y otras ficciones (2016)